# Katy Taylor

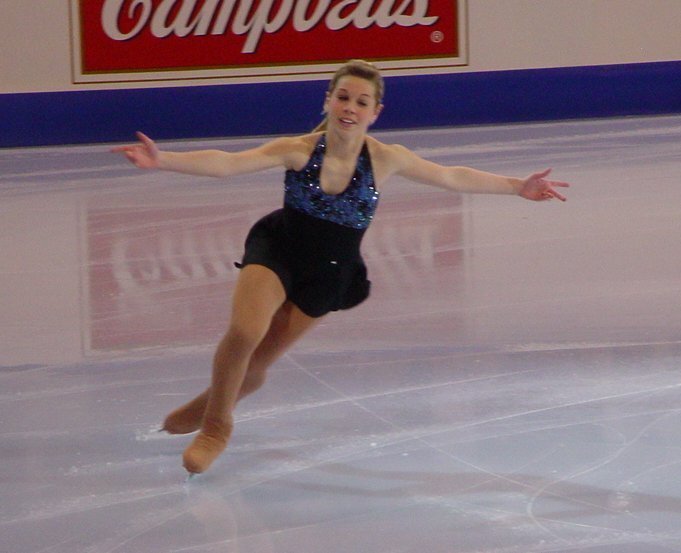
Katy Taylor

Katy Lynn Taylor (* 22. Oktober 1989 in Houston, Texas) ist eine US-amerikanische Eiskunstläuferin.
Sie begann mit dem Eislaufen, als sie sechs Jahre alt war. Katy Taylor startet für den Texas Gulf Coast FSC und trainiert in Houston und Sugarland, Texas. Ihre Trainer sind Jana Conter und Mark Poole. Choreografin ihrer Programme ist Lea Ann Miller, die auch an den Programmen von Stefan Lindemann beteiligt ist.
Ihr bisher größter Erfolg ist der Sieg bei den ISU-Vier-Kontinente-Meisterschaften 2006 in Colorado Springs.

## Erfolge/Ergebnisse

### Olympische Winterspiele
- noch keine Teilnahme

### Eiskunstlauf-Weltmeisterschaft
- noch keine Teilnahme

### Juniorenweltmeisterschaften
- 2004 – 3. Rang

### Vier-Kontinente-Meisterschaften
- 2006 – 1. Rang

### USA-Meisterschaften
- 2006 – 4. Rang
- 2005 – 9. Rang

### USA-Juniorenmeisterschaften
- 2004 – 2. Rang

### USA-Nachwuchsmeisterschaften
- 2003 – 2. Rang

### Grand Prix Wettbewerbe (Senioren)
- 2006 – 11. Rang – Skate America in Hartford (Connecticut), Vereinigte Staaten
- 2006 – 12. Rang – Skate Canada in Victoria (British Columbia), Kanada

### Junioren Grand Prix Wettbewerbe
- 2005 – 4. Rang – Grand Prix Finale in Ostrava, Tschechien
- 2005 – 2. Rang – in Sofia, Bulgarien
- 2005 – 4. Rang – in Bratislava, Slowakei
- 2004 – 3. Rang – Pokal der Blauen Schwerter in Chemnitz, Deutschland
- 2004 – 3. Rang – in Budapest, Ungarn
- 2003 – 4. Rang – in Japan
- 2003 – 2. Rang – in Bratislava, Slowakei